# Rio Dal
O rio Dal (em sueco: Dalälven;  PRONÚNCIA) é o maior rio da província histórica de Dalarna e o segundo com maior extensão da Suécia.
Os dois braços iniciais - o rio Dal Oriental (Österdalälven) e o rio Dal Ocidental (Västerdalälven) - nascem nas montanhas da província de Dalarna e confluem em Djurås, perto do lago Siljan. A partir daí, atravessa a Gästrikland e a Uppland, e vai desaguar no Mar Báltico, perto da pequena cidade de Skutskär. Tem uma extensão de 542 quilômetros.